# Senda Botánica del Retiro

Senda Botánica del Retiro

La Senda Botánica del Retiro es una travesía de ocho kilómetros que se divide en siete tramos llamados itinerarios botánicos, y que cubren la mayor parte de la superficie del Parque del Retiro.
La senda consta de un total de ochenta especies de árboles. De ellos, seis están catalogados como "Árboles Singulares de la Comunidad de Madrid".

## Itinerarios botánicos

### Itinerario 1. Los jardines más antiguos

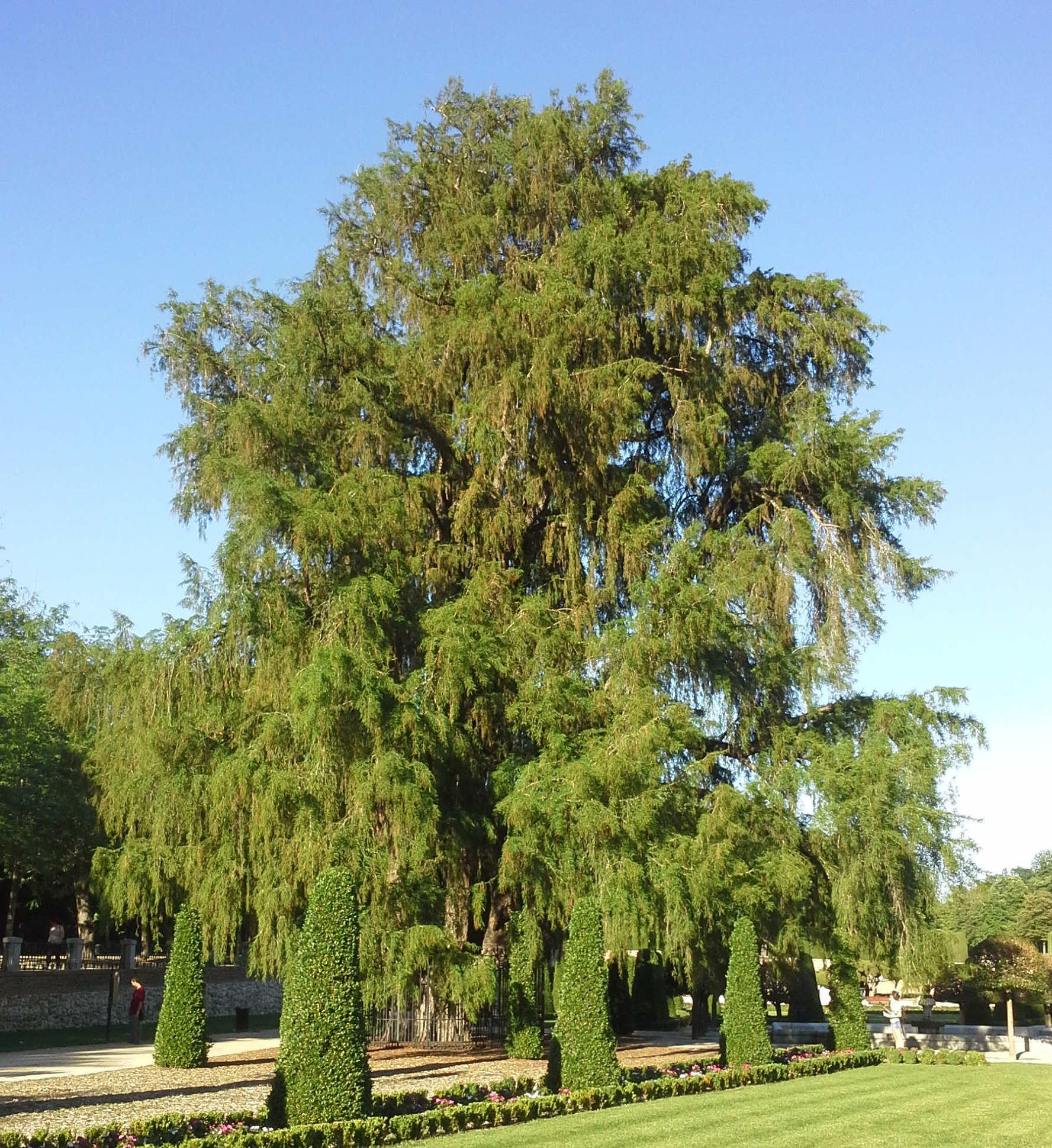
Ahuehuete del Buen Retiro

El primer tramo de la senda comienza en la entrada del parque desde la Puerta de Alcalá y está formado por los trazados más antiguos que se conservan del Retiro aunque su arbolado original se ha sustituido prácticamente en su totalidad, en algún caso respetando las especies de la época, como la robinia, el boj, el roble, el olmo y el ciprés, y a su vez, añadiendo especies de plantación más reciente como la catalpa.
El trazado discurre inicialmente en paralelo a la Calle de Alfonso XII, atraviesa el Estanque de las Campanillas, rodeado de álamos blancos, hasta llegar al Parterre.
El Parterre es un jardín geométrico que mandó construir Felipe V a principios del siglo XVIII a semejanza de los Jardines de Versalles. Se extiende a un desnivel inferior al resto del parque, e incluye cipreses recortados, setos de boj trazando arabescos, laureles de formas cónicas, césped en su interior y un magnolio. 
En el Parterre destaca un ahuehuete de 25 metros de altura, el árbol más antiguo del Retiro y posiblemente de Madrid. Su plantación está datada hacia el año 1633, y es uno de los pocos ejemplares del parque que se respetaron tras la instalación del cuartel general francés durante la Guerra de la Independencia. En el año 1991 se instaló una valla que rodea el tronco como medida de protección, y se incluyó en el Catálogo de Árboles Singulares de la Comunidad de Madrid en 1992.
El itinerario termina en un castaño de Indias, que es el árbol más común del Retiro. Más del 30% de todos los árboles del parque son de esta especie.

### Itinerario 2. El Bosque del Recuerdo y el Huerto del Francés

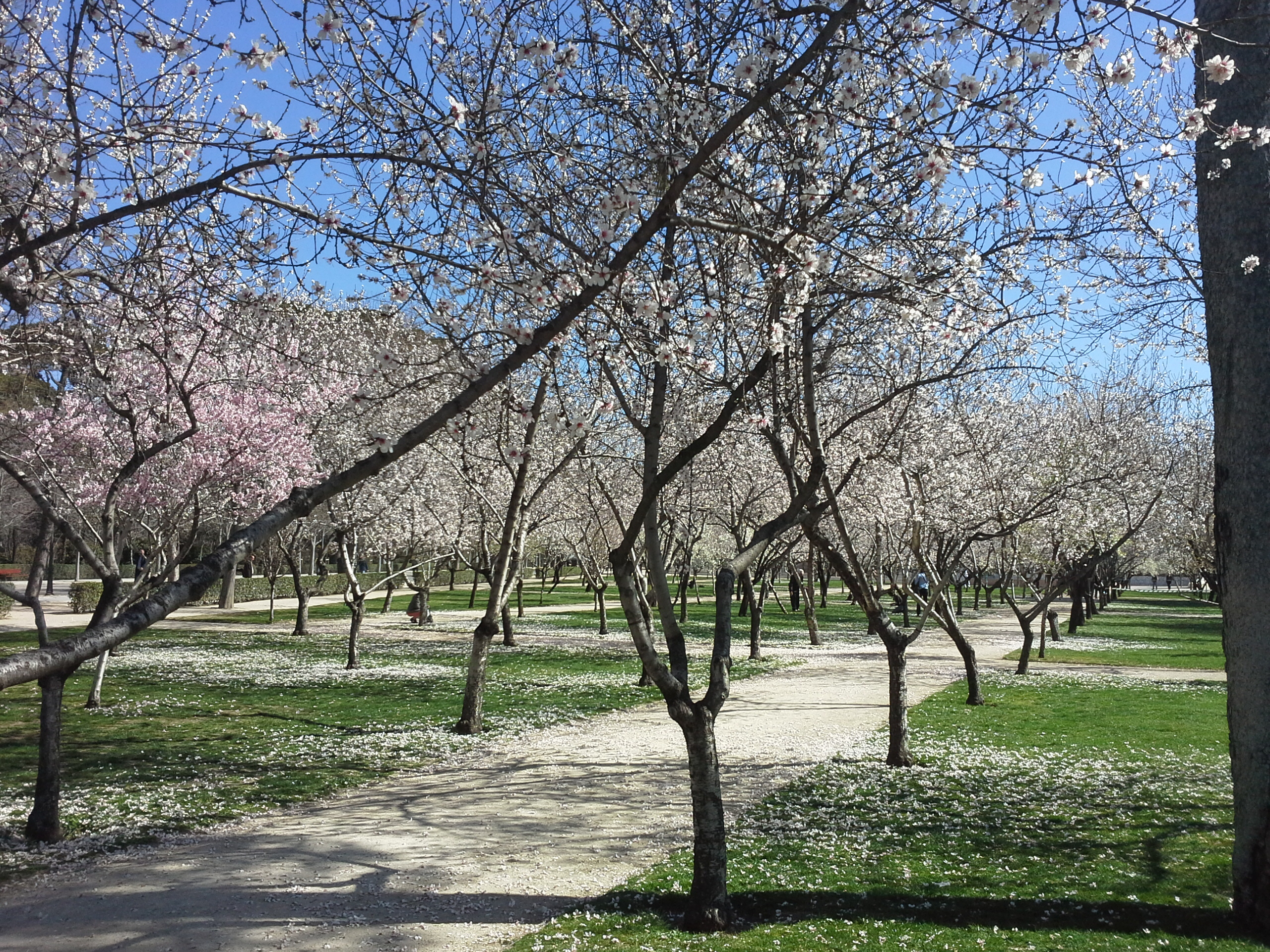
Almendros en el Huerto del Francés

El segundo tramo se extiende a lo largo del suroeste del parque y transcurre por tres espacios diferentes. 
El primero de estos espacios rodea el Bosque del Recuerdo, creado en 2004, con árboles plantados recientemente como la acacia de Constantinopla y el roble de los pantanos. El segundo espacio comienza con una considerable elevación del terreno, que en lo más alto deja ver ejemplares de alto porte como el cedro del Atlas y el eucalipto rojo. Finalmente, el tercer espacio transita a lo largo del Paseo del Duque de Fernán Núñez hasta llegar al Huerto del Francés, donde destaca un plantío de más de trescientos almendros.
El itinerario finaliza en un árbol de las pelucas, próximo a la Fuente del Ángel Caído.

### Itinerario 3. La Rosaleda y El Jardín de Vivaces

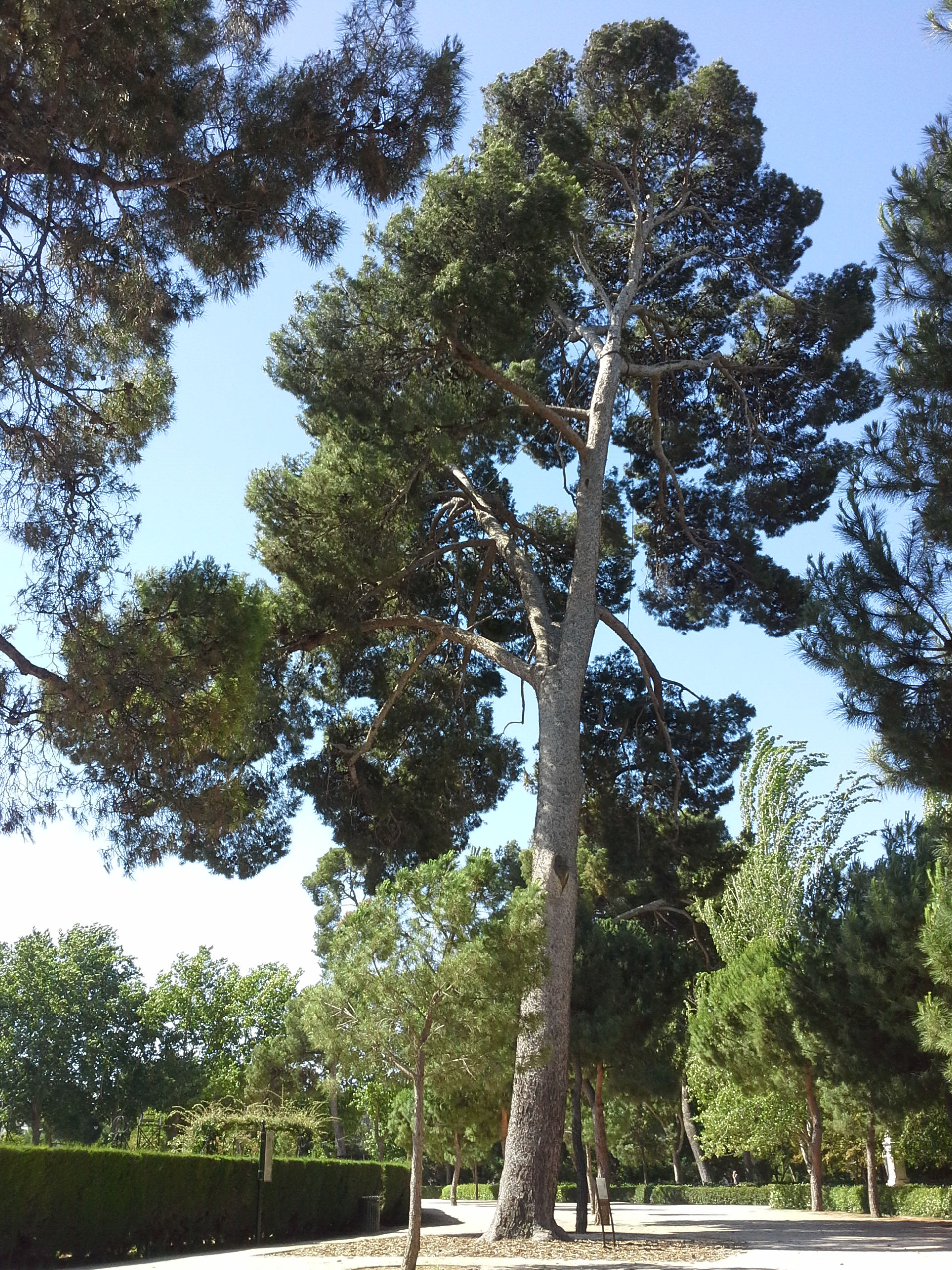
Pino carrasco

El tercer tramo comienza rodeando La Rosaleda donde se localiza un pino carrasco catalogado como Árbol Singular de la Comunidad de Madrid. Posteriormente se desciende por un camino flanqueado por encinas hasta llegar al Jardín de Vivaces que se distingue por añadir elementos de los jardines de estilo japonés, como la piedra, la roca natural y la madera. Los ejemplares de esta zona son exóticos y poco frecuentes en otros jardines de la ciudad de Madrid. Destacan la secuoya gigante, el naranjo de los Osages y la única araucaria que de momento sobrevive a las condiciones climáticas del Parque del Retiro.
Tras subir el desnivel del Jardín de Vivaces, el tercer tramo finaliza cerca de su origen, en La Rosaleda.

### Itinerario 4. El Campo Grande

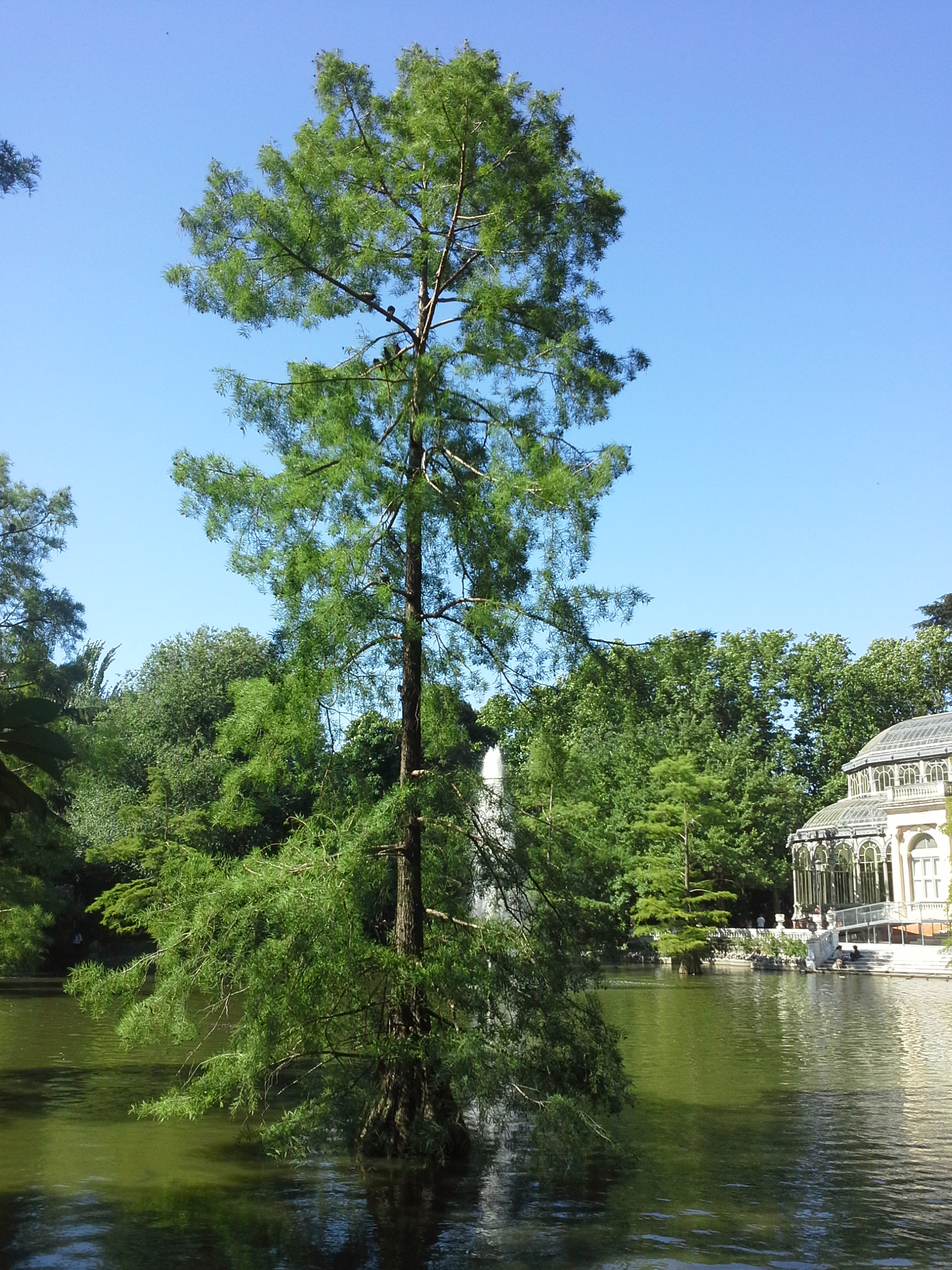
Ciprés de los pantanos

El cuarto tramo comienza con unos puentes de madera que dirigen a un grupo de palmitos gigantes, de los cuales uno de ellos está catalogado como Árbol Singular.
La primera parte del trayecto conserva características de los jardines de estilo inglés, con pasarelas sobre el agua y un paisaje imitativo de la naturaleza, sin caminos de trazado recto, hasta llevar al estanque del Palacio de Cristal. Justo al frente se levanta un cedro del Himalaya, mientras que del agua sobresalen varios ejemplares de cipreses de los pantanos, uno de los cuales también tiene la categoría de Árbol Singular. El entorno acuático se completa con la presencia de peces, patos y tortugas.
Continuando con el trayecto marcado, se llega al Palacio de Velázquez junto al que se levanta un tejo de alto porte rodeado por una cerca de madera a modo de protección.
El itininerario finaliza en un ejemplar de madroño, junto al Paseo de Coches.

### Itinerario 5. Jardines de Cecilio Rodríguez y Herrero Palacios
El quinto tramo comienza en los Jardines de Cecilio Rodríguez. Desde la entrada se aprecia un conjunto formado por estanques de corte geométrico, rodeados de flores y a su vez, flanqueado por pérgolas. Se sitúan de forma ordenada varios ejemplares de ciprés de Monterrey recortados mediante arte topiario, lo que ofrece una estética heredada de los jardines clásicos italianos y franceses, con elementos decorativos la cultura hispanoárabe.
Siguiendo el itinerario, se localiza un arce plateado, Árbol Singular de la Comunidad de Madrid, que es uno de los pocos ejemplares de esta especie que existen en la capital. Durante esta parte del trayecto es habitual encontrarse con pavos reales que se mueven libremente por la zona.
Una vez abandonados los Jardines de Cecilio Rodríguez, se accede a los Jardines de Herrero Palacios. Destacan por su exotismo el ginkgo, fósil viviente en peligro de extinción, y el sauce llorón.
Este itinerario es el único de la Senda Botánica cuyo horario está más restringido que el del Parque del Retiro. Los Jardines de Cecilio Rodríguez abren de 10:00 a 20:00 en primavera y verano, y de 10:00 a 18:00 en otoño e invierno. Los Jardines de Herrero Palacios no tienen esta limitación.

### Itinerario 6. El Antiguo Reservado
El sexto tramo comienza con un ejemplar de olmo común, que durante el siglo XIX era la especie predominante del Parque del Retiro hasta que la grafiosis redujo drásticamente su población a lo largo del siglo XX. Mientras se avanza a lo largo de la cara este del Estanque Grande, se llega a un árbol del amor, que es la tercera especie más abundante en el Parque con casi 700 ejemplares. Justo a su lado se levanta un eucalipto blanco de alto porte.
En la intersección del Paseo de Fernán Núñez y el Paseo de El Salvador se alza un plátano de sombra, que con casi 1000 representantes es la especie más numerosa de El Retiro después del castaño de Indias. El trayecto avanza rodeando la Casita del Pescador con ejemplares de huingan, fresno común y pitosporo, y finaliza en un ailanto cerca de la Calle de Alcalá.

### Itinerario 7. La zona de recreo
El séptimo tramo discurre en parte siguiendo el curso de la Calle de Alcalá. Presenta la peculiaridad de contar con especies de reciente aparición en el parque, como el árbol de los farolillos o el parasol chino, o árboles infrecuentes en jardinería como el granado.

## Relación de especies
A continuación se detallan los 80 árboles de la Senda Botánica, así como los meses en los que se mantienen las hojas, flores y frutos, según aparece en las señales in situ frente a cada uno de los ejemplares.
| Itin. | Núm. | Árbol                    | Hojas                   | Flor                    | Fruto                   |
| ----- | ---- | ------------------------ | ----------------------- | ----------------------- | ----------------------- |
| 1     | 1    | Robinia                  | E F M A M J J A S O N D | E F M A M J J A S O N D | E F M A M J J A S O N D |
| 1     | 2    | Boj                      | E F M A M J J A S O N D | E F M A M J J A S O N D | E F M A M J J A S O N D |
| 1     | 3    | Catalpa                  | E F M A M J J A S O N D | E F M A M J J A S O N D | E F M A M J J A S O N D |
| 1     | 4    | Roble                    | E F M A M J J A S O N D | E F M A M J J A S O N D | E F M A M J J A S O N D |
| 1     | 5    | Olmo común               | E F M A M J J A S O N D | E F M A M J J A S O N D | E F M A M J J A S O N D |
| 1     | 6    | Álamo blanco             | E F M A M J J A S O N D | E F M A M J J A S O N D | E F M A M J J A S O N D |
| 1     | 7    | Ciprés                   | E F M A M J J A S O N D | E F M A M J J A S O N D | E F M A M J J A S O N D |
| 1     | 8    | Ahuehuete                | E F M A M J J A S O N D | E F M A M J J A S O N D | E F M A M J J A S O N D |
| 1     | 9    | Magnolio                 | E F M A M J J A S O N D | E F M A M J J A S O N D | E F M A M J J A S O N D |
| 1     | 10   | Castaño de Indias        | E F M A M J J A S O N D | E F M A M J J A S O N D | E F M A M J J A S O N D |
| 2     | 11   | Madroño                  | E F M A M J J A S O N D | E F M A M J J A S O N D | E F M A M J J A S O N D |
| 2     | 12   | Roble de los pantanos    | E F M A M J J A S O N D | E F M A M J J A S O N D | E F M A M J J A S O N D |
| 2     | 13   | Acacia de Constantinopla | E F M A M J J A S O N D | E F M A M J J A S O N D | E F M A M J J A S O N D |
| 2     | 14   | Durillo                  | E F M A M J J A S O N D | E F M A M J J A S O N D | E F M A M J J A S O N D |
| 2     | 15   | Pino piñonero            | E F M A M J J A S O N D | E F M A M J J A S O N D | E F M A M J J A S O N D |
| 2     | 16   | Cedro del Atlas          | E F M A M J J A S O N D | E F M A M J J A S O N D | E F M A M J J A S O N D |
| 2     | 17   | Eucalipto rojo           | E F M A M J J A S O N D | E F M A M J J A S O N D | E F M A M J J A S O N D |
| 2     | 18   | Mimosa                   | E F M A M J J A S O N D | E F M A M J J A S O N D | E F M A M J J A S O N D |
| 2     | 19   | Acacia tres espinas      | E F M A M J J A S O N D | E F M A M J J A S O N D | E F M A M J J A S O N D |
| 2     | 20   | Almendro                 | E F M A M J J A S O N D | E F M A M J J A S O N D | E F M A M J J A S O N D |
| 2     | 21   | Pino laricio             | E F M A M J J A S O N D | E F M A M J J A S O N D | E F M A M J J A S O N D |
| 2     | 22   | Árbol de las pelucas     | E F M A M J J A S O N D | E F M A M J J A S O N D | E F M A M J J A S O N D |
| 3     | 23   | Fotinia                  | E F M A M J J A S O N D | E F M A M J J A S O N D | E F M A M J J A S O N D |
| 3     | 24   | Pino carrasco            | E F M A M J J A S O N D | E F M A M J J A S O N D | E F M A M J J A S O N D |
| 3     | 25   | Cefalotejo               | E F M A M J J A S O N D | E F M A M J J A S O N D | E F M A M J J A S O N D |
| 3     | 26   | Ciruelo de Pissard       | E F M A M J J A S O N D | E F M A M J J A S O N D | E F M A M J J A S O N D |
| 3     | 27   | Encina                   | E F M A M J J A S O N D | E F M A M J J A S O N D | E F M A M J J A S O N D |
| 3     | 28   | Morera                   | E F M A M J J A S O N D | E F M A M J J A S O N D | E F M A M J J A S O N D |
| 3     | 29   | Arce japonés             | E F M A M J J A S O N D | E F M A M J J A S O N D | E F M A M J J A S O N D |
| 3     | 30   | Abedul                   | E F M A M J J A S O N D | E F M A M J J A S O N D | E F M A M J J A S O N D |
| 3     | 31   | Naranjo de los Osages    | E F M A M J J A S O N D | E F M A M J J A S O N D | E F M A M J J A S O N D |
| 3     | 32   | Podocarpo                | E F M A M J J A S O N D | E F M A M J J A S O N D | E F M A M J J A S O N D |
| 3     | 33   | Secuoya gigante          | E F M A M J J A S O N D | E F M A M J J A S O N D | E F M A M J J A S O N D |
| 3     | 34   | Haya                     | E F M A M J J A S O N D | E F M A M J J A S O N D | E F M A M J J A S O N D |
| 3     | 35   | Araucaria                | E F M A M J J A S O N D | E F M A M J J A S O N D | E F M A M J J A S O N D |
| 3     | 36   | Almez                    | E F M A M J J A S O N D | E F M A M J J A S O N D | E F M A M J J A S O N D |
| 3     | 37   | Árbol de Júpiter         | E F M A M J J A S O N D | E F M A M J J A S O N D | E F M A M J J A S O N D |
| 4     | 38   | Palosanto                | E F M A M J J A S O N D | E F M A M J J A S O N D | E F M A M J J A S O N D |
| 4     | 39   | Palmito gigante          | E F M A M J J A S O N D | E F M A M J J A S O N D | E F M A M J J A S O N D |
| 4     | 40   | Aligustre de Japón       | E F M A M J J A S O N D | E F M A M J J A S O N D | E F M A M J J A S O N D |
| 4     | 41   | Sauzgatillo              | E F M A M J J A S O N D | E F M A M J J A S O N D | E F M A M J J A S O N D |
| 4     | 42   | Cedro del Himalaya       | E F M A M J J A S O N D | E F M A M J J A S O N D | E F M A M J J A S O N D |
| 4     | 43   | Ciprés de los pantanos   | E F M A M J J A S O N D | E F M A M J J A S O N D | E F M A M J J A S O N D |
| 4     | 44   | Tejo                     | E F M A M J J A S O N D | E F M A M J J A S O N D | E F M A M J J A S O N D |
| 4     | 45   | Saúco                    | E F M A M J J A S O N D | E F M A M J J A S O N D | E F M A M J J A S O N D |
| 4     | 46   | Falso plátano            | E F M A M J J A S O N D | E F M A M J J A S O N D | E F M A M J J A S O N D |
| 4     | 47   | Madroño                  | E F M A M J J A S O N D | E F M A M J J A S O N D | E F M A M J J A S O N D |
| 5     | 48   | Ciprés de Monterrey      | E F M A M J J A S O N D | E F M A M J J A S O N D | E F M A M J J A S O N D |
| 5     | 49   | Arce plateado            | E F M A M J J A S O N D | E F M A M J J A S O N D | E F M A M J J A S O N D |
| 5     | 50   | Ciprés de los pantanos   | E F M A M J J A S O N D | E F M A M J J A S O N D | E F M A M J J A S O N D |
| 5     | 51   | Abeto de Masjoan         | E F M A M J J A S O N D | E F M A M J J A S O N D | E F M A M J J A S O N D |
| 5     | 52   | Paulonia                 | E F M A M J J A S O N D | E F M A M J J A S O N D | E F M A M J J A S O N D |
| 5     | 53   | Ginkgo                   | E F M A M J J A S O N D | E F M A M J J A S O N D | E F M A M J J A S O N D |
| 5     | 54   | Liquidámbar              | E F M A M J J A S O N D | E F M A M J J A S O N D | E F M A M J J A S O N D |
| 5     | 55   | Sauce llorón             | E F M A M J J A S O N D | E F M A M J J A S O N D | E F M A M J J A S O N D |
| 5     | 56   | Plátano de sombra        | E F M A M J J A S O N D | E F M A M J J A S O N D | E F M A M J J A S O N D |
| 5     | 57   | Sófora del Japón         | E F M A M J J A S O N D | E F M A M J J A S O N D | E F M A M J J A S O N D |
| 6     | 58   | Olmo común               | E F M A M J J A S O N D | E F M A M J J A S O N D | E F M A M J J A S O N D |
| 6     | 59   | Palmera canaria          | E F M A M J J A S O N D | E F M A M J J A S O N D | E F M A M J J A S O N D |
| 6     | 60   | Olivo                    | E F M A M J J A S O N D | E F M A M J J A S O N D | E F M A M J J A S O N D |
| 6     | 61   | Lilo                     | E F M A M J J A S O N D | E F M A M J J A S O N D | E F M A M J J A S O N D |
| 6     | 62   | Arce negundo             | E F M A M J J A S O N D | E F M A M J J A S O N D | E F M A M J J A S O N D |
| 6     | 63   | Árbol del amor           | E F M A M J J A S O N D | E F M A M J J A S O N D | E F M A M J J A S O N D |
| 6     | 64   | Eucalipto blanco         | E F M A M J J A S O N D | E F M A M J J A S O N D | E F M A M J J A S O N D |
| 6     | 65   | Secuoya roja             | E F M A M J J A S O N D | E F M A M J J A S O N D | E F M A M J J A S O N D |
| 6     | 66   | Plátano                  | E F M A M J J A S O N D | E F M A M J J A S O N D | E F M A M J J A S O N D |
| 6     | 67   | Álamo negro              | E F M A M J J A S O N D | E F M A M J J A S O N D | E F M A M J J A S O N D |
| 6     | 68   | Huingan                  | E F M A M J J A S O N D | E F M A M J J A S O N D | E F M A M J J A S O N D |
| 6     | 69   | Fresno común             | E F M A M J J A S O N D | E F M A M J J A S O N D | E F M A M J J A S O N D |
| 6     | 70   | Pitosporo                | E F M A M J J A S O N D | E F M A M J J A S O N D | E F M A M J J A S O N D |
| 6     | 71   | Ailanto                  | E F M A M J J A S O N D | E F M A M J J A S O N D | E F M A M J J A S O N D |
| 7     | 72   | Árbol de los farolillos  | E F M A M J J A S O N D | E F M A M J J A S O N D | E F M A M J J A S O N D |
| 7     | 73   | Granado                  | E F M A M J J A S O N D | E F M A M J J A S O N D | E F M A M J J A S O N D |
| 7     | 74   | Ciprés                   | E F M A M J J A S O N D | E F M A M J J A S O N D | E F M A M J J A S O N D |
| 7     | 75   | Arizónica                | E F M A M J J A S O N D | E F M A M J J A S O N D | E F M A M J J A S O N D |
| 7     | 76   | Laurel cerezo            | E F M A M J J A S O N D | E F M A M J J A S O N D | E F M A M J J A S O N D |
| 7     | 77   | Tilo europeo             | E F M A M J J A S O N D | E F M A M J J A S O N D | E F M A M J J A S O N D |
| 7     | 78   | Laurel                   | E F M A M J J A S O N D | E F M A M J J A S O N D | E F M A M J J A S O N D |
| 7     | 79   | Parasol chino            | E F M A M J J A S O N D | E F M A M J J A S O N D | E F M A M J J A S O N D |
| 7     | 80   | Morera de papel          | E F M A M J J A S O N D | E F M A M J J A S O N D | E F M A M J J A S O N D |